# Ein starkes Team: Hungrige Seelen
Hungrige Seelen ist ein deutscher Fernsehfilm von Markus Imboden aus dem Jahr 2008. Es handelt sich um die 38. Folge der Krimiserie Ein starkes Team mit Maja Maranow und Florian Martens in den Hauptrollen.

## Handlung
Kriminalhauptkommissarin Verena Berthold und Kollege Otto Garber haben es zunächst mit einem unbekannten Toten am Hauptbahnhof zu tun. Über eine Sozialstation kann er identifiziert werden, da er dort als Obdachloser gemeldet war.
Am nächsten Tag wird die Psychologiestudentin Lisa Dorn erschlagen im Park aufgefunden. Von der Mutter des Opfers erfahren sie, dass ihre Tochter ehrenamtlich für die „Freie Hilfe“ gearbeitet und sich dabei auch um Klaus Wagner gekümmert hat. Da der Mann ein vorbestrafter Gewalttäter ist, wird er sofort von Frau Dorn verdächtigt. Die Kommissare befragen den Mann, der über den Tod des Mädchens völlig außer sich ist.
Von einer Mitstudentin erfahren die Ermittler, dass Lisa regelmäßig zum Speed-Dating ging und dort nach der wahren Liebe suchte. Nach der ersten rechtsmedizinischen Untersuchung hatte sie kurz vor ihrem Tod mit zwei Männern Sex. Wer die Männer waren, versuchen die Ermittler herauszufinden und gelangen nach Auswertung der Telefonate zu Christian Buchholz. Er ist Arzt und gibt an, dass Lisa Dorn lediglich seine Patientin gewesen sei. Der zweite Mann war Marco Eppler, mit dem sich das Opfer nach ihrem Speed-Dating-Abend noch getroffen hatte. Eppler ist jedoch Linkshänder und scheidet somit als Täter aus.
Immer mehr Hinweise deuten auf Christian Buchholz, der nachweislich mehr als nur ein medizinisches Interesse an Lisa hatte. Seine Frau wusste von dem Verhältnis und sie gibt zu, dass ihr dies nichts ausgemacht habe. Im Gegenteil, seit ihr Mann fremdging, sei er wesentlich aufmerksamer geworden und das habe sie genossen.
Berthold hält es für möglich, dass Buchholz’ Patientin Birgit Römer in ihn verliebt ist. Überraschend erfahren die Ermittler von ihr, dass sie beide angeblich ein festes Paar seien. Dass Buchholz nur Augen für Lisa hatte, will Birgit Römer nicht wahrhaben. Nachdem Garber sie provoziert, verrät sie sich und gibt zu, Buchholz in der Tatnacht nachspioniert zu haben und als sie Lisa zur Rede stellen wollte, seien sie in Streit geraten und sie habe sie mit einem Stein erschlagen.

## Hintergrund
Hungrige Seelen wurde in Berlin gedreht und am 19. Januar 2008 um 20:15 Uhr im ZDF erstausgestrahlt. Der Titel bezieht sich auf die Thematisierung der Einsamkeit und die Aussage über den Menschen und das Zusammenleben in einer Gesellschaft. Der Grund für die Abwesenheit von Yüksel Yüzgüler (Tayfun Bademsoy) wird im Film nicht erwähnt.
Sputnik, dessen Rolle als Geschäftsmann in der Serie als ein Running Gag angelegt ist, veranstaltet in dieser Folge in seiner Gaststätte Kuschelpartys. Damit will er dem neusten Trend aus den USA folgen und seinen Umsatz steigern.

## Kritik
Tilmann P. Gangloff bewertete die Episode auf tittelbach.tv positiv und schrieb: „‚Hungrige Seelen‘ erzählt eine für die ZDF-Reihe ‚Ein starkes Team‘ ungewöhnlich düstere Geschichte. Sämtliche handelnden Personen fristen eine bemitleidenswerte Existenz. Autorin Katrin Bühlig gelingt trotz alledem ein konzentrierter Krimi, der auch die eine oder andere gewohnte komische Note ins Spiel der Berliner Ermittler bringen. Namhafte Schauspieler und die Tonlagen-sichere Regie von Markus Imboden komplettieren den sehenswerten Film.“
Bei quotenmeter.de heißt es: „Die neue Folge von ‚Ein Starkes Team‘ überzeugt primär durch ihren komplexen Handlungsverlauf.“ Enttäuschend verläuft dagegen die Umsetzung, denn „Es macht den Eindruck, als hätte man krampfhaft versucht, die Folge auf eineinhalb Stunden Länge zu bringen und man wollte dies anscheinend dadurch bewerkstelligen, dass man die Szenen unnötig verlängert hat, anstatt bestehende Plots zu vertiefen oder einen neuen Handlungsstrang zu beginnen.“
Die Kritiker der Fernsehzeitschrift TV Spielfilm vergeben die beste Wertung (Daumen nach oben) und meinen: „Die ruhige Folge wirkt erst wirr, dann vorhersehbar – mit ihrer Ernsthaftigkeit tut sie der Reihe aber gut.“ Fazit: „Krimi-Meditation zum Liebhaben.“